# Henri Alphonse Barnoin
Henri Alphonse Barnoin (n. 7 iulie 1882, Paris, Île-de-France, Franța – d. 17 martie 1940, Clichy, Seine, Franța) a fost un pictor francez născut la Paris în 1882.

## Biografie

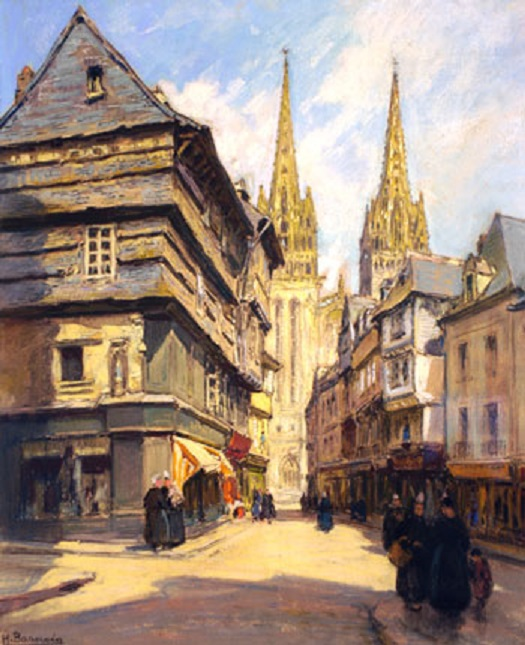
Scenă de stradă din Quimper

Tatăl lui Barnoin a fost artist, la fel ca și doi dintre unchii săi, și a studiat arta la École des Beaux Arts din Paris. Deși Barnoin a studiat inițial cu Luc-Olivier Merson⁠(d), al doilea său profesor, Émile Dameron, a devenit o influență mai importantă asupra stilului său artistic, atrăgându-l pe Barnoin către impresionism.  Opera sa a făcut parte din evenimentul de pictură din cadrul competiției de artă de la Jocurile Olimpice de vară din 1928.
El și-a expus pentru prima dată picturile la Salon des Artistes de Paris în 1909. A continuat să expună în mod regulat la acest Salon anual, câștigând o medalie de argint în 1921 și o medalie de aur în 1935. A ales să locuiască în Concarneau în 1919, fiind un vizitator frecvent al portului înainte de războiul din 1914–1918. Acolo a deschis un studio pe „Quai Pénéroff”, care a devenit un loc de întâlnire preferat pentru colegii artiști, toți inspirați de scenele luminoase și animate ale bărcilor de pescuit, ale piețelor din sat și ale mării. În 1926, Barnoin a devenit artist oficial al Marinei Franceze. Pe lângă picturile sale în ulei, a fost un pastelist renumit, căruia i-a plăcut să se joace cu efectul luminii pe o varietate de scene într-un stil post-impresionist. A murit la Paris în 1940. Printre subiectele preferate ale lui Barnoin s-au numărat scenele marine, portuare și de coastă, mai ales pictate în decorurile bogate din Bretania. Acest lucru este exemplificat în pictura sa Port de pescuit, Concarneau, Bretania.

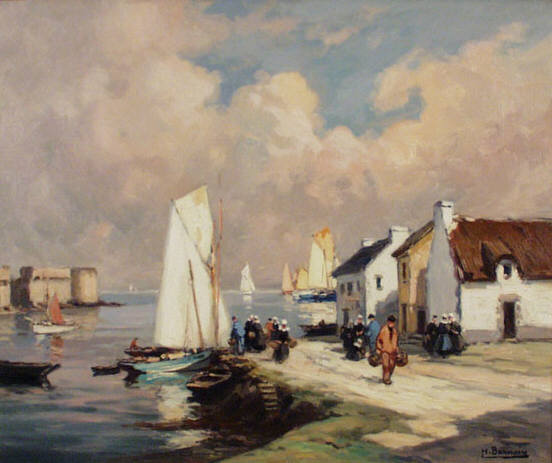
Port de pescuit, Concarneau, Bretania

Unele dintre cele mai faimoase lucrări ale lui Barnoin sunt Un port din Bretania, Plimbare în barcă, PIertarea Sfântului Fiacre, Bretania și Debarcarea pescuitului la Passage-Lanriec. Lucrările sale pot fi văzute în Musée du Faouet și Musée des beaux-arts din Quimper și la Musée des beaux-arts din Brest.
Musée de Faouët, un muzeu dedicat expunerii picturilor artiștilor care au lucrat în Bretania, a avut o retrospectivă majoră a picturilor lui Henri Barnoin în 2006.

## Galerie

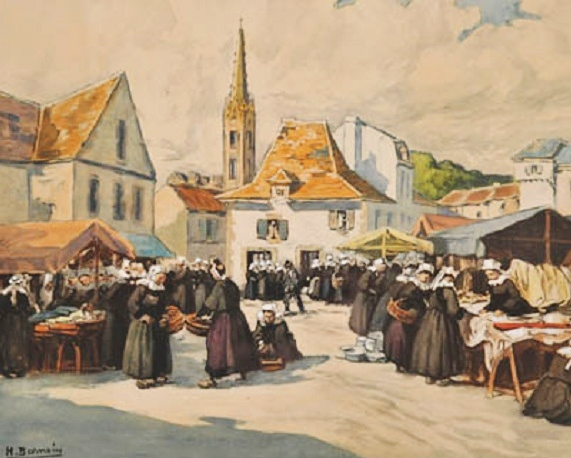
O scenă de piață în Bretania
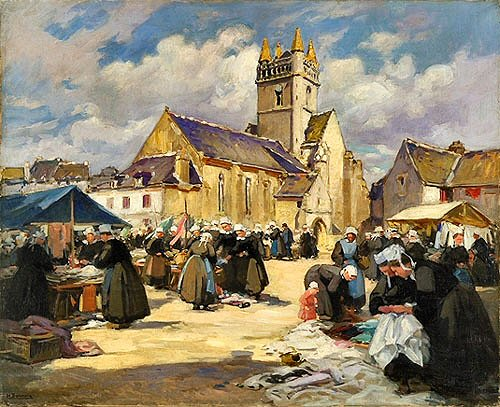
Piața din Quimperlé. Acest tablou din 1928 este păstrat în Musée des beaux-arts din Quimper
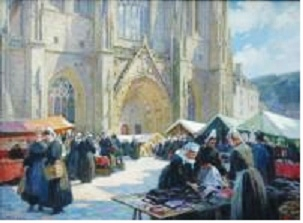
Scenă de piață în Place Saint-Corentin din Quimper.
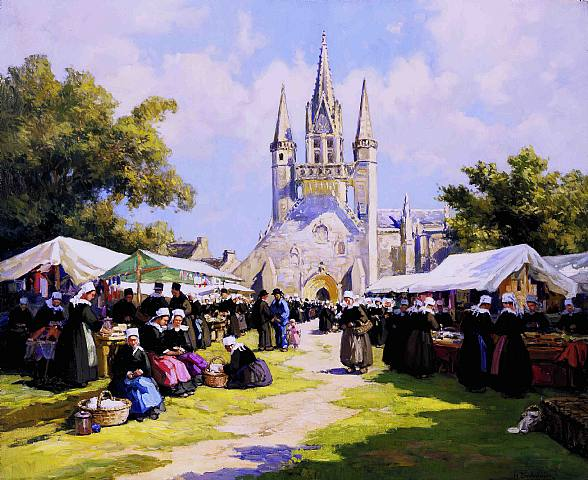
Grațierea lui St Fiacre, La chapelle Saint-Fiacre este la Le Faouët în Morbihan.
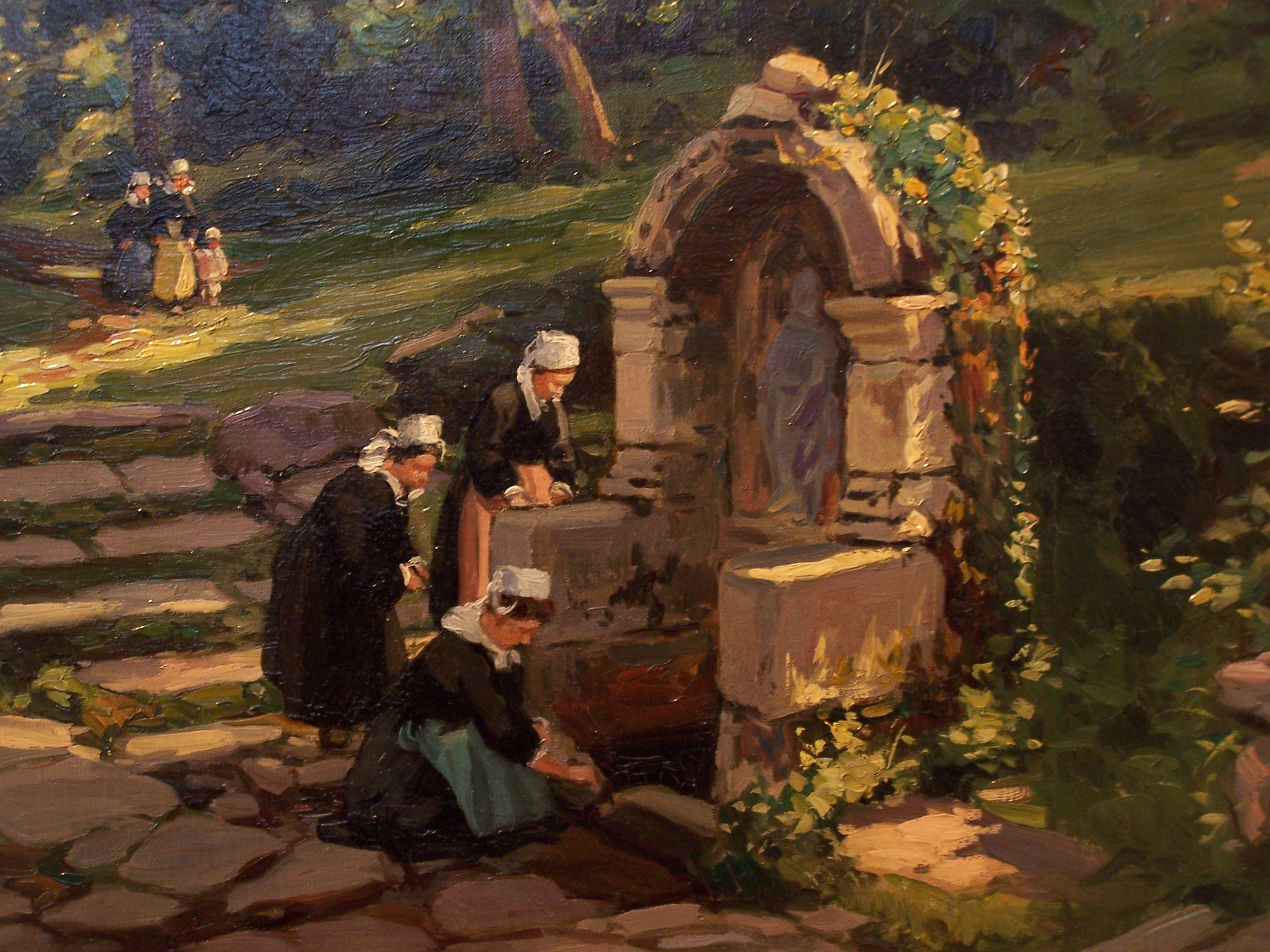
Femei bretone la fântâna Sainte-Barbe din Le Faouët.
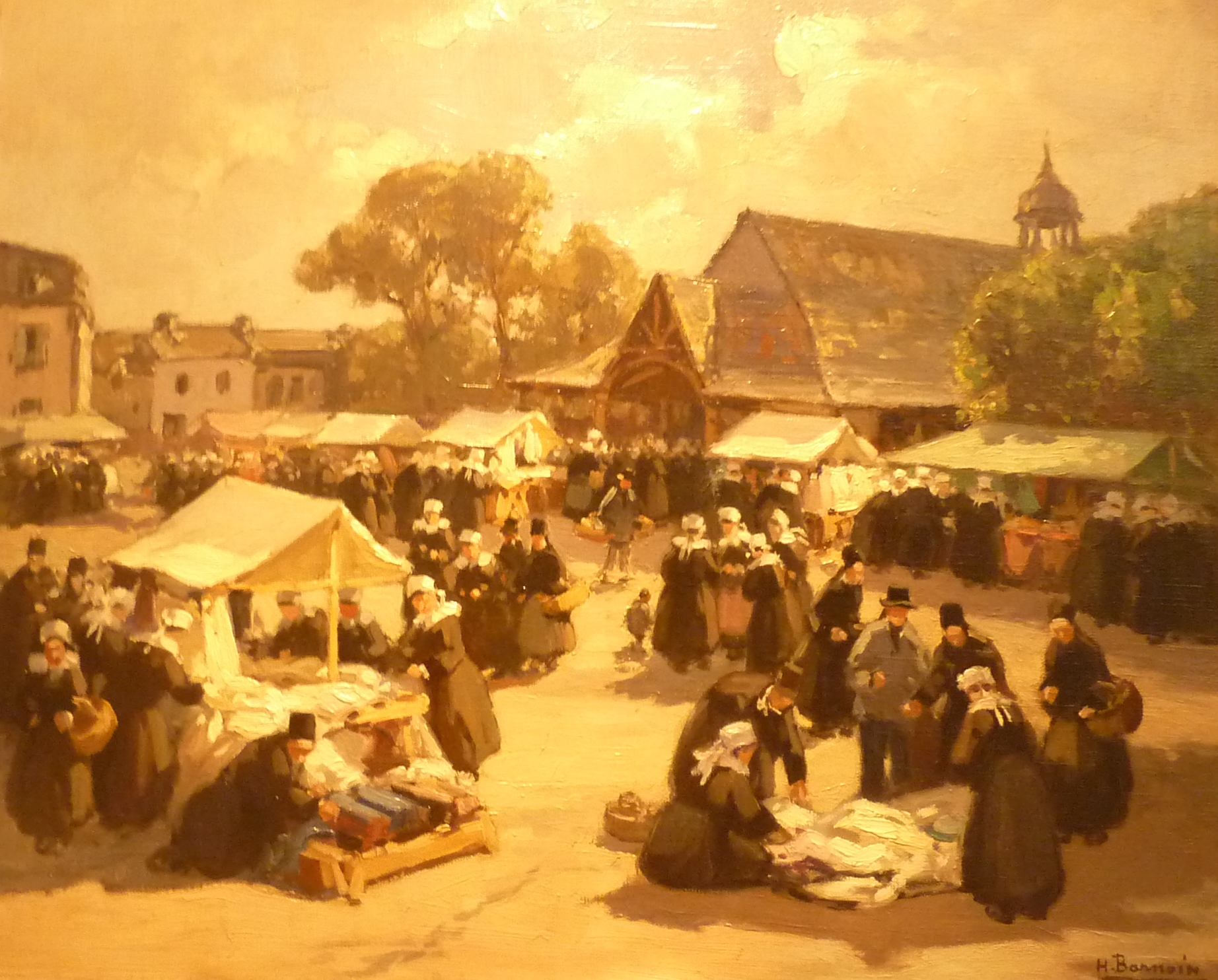
Piața de țesături din Faouët. Acest tablou se află în Musée du Faouët.